# Giacomo Casanova
Giacomo Girolamo Casanova (Venetië, 2 april 1725 — Dux (Bohemen), 4 juni 1798) was een beroemd 18e-eeuwse avonturier uit Venetië, wiens naam synoniem werd voor vrouwenversierder en die zijn blijvende reputatie vooral dankt aan zijn zeer uitgebreide memoires die, met de nodige academische omzichtigheid, als een 18e-eeuws tijdsdocument kunnen worden gezien. Als actief occultist was hij ook betrokken bij genootschappen zoals de Rozenkruisers en de vrijmetselarij.

## Levensloop
Casanova was de zoon van een actrice en een violist. Het is, gezien de zeden van de kringen waaruit hij voortkwam, zeer goed mogelijk dat hij in werkelijkheid de zoon was van een patriciër, mogelijkerwijs zijn beschermheer, senator Bragadin. Casanova's broer was de in zijn tijd in Italië bekende landschapsschilder Giovanni Casanova die echter in 1751 in Parijs honend werd bejegend als een 'student'. Zijn andere schildersbroer Francesco Casanova had er meer succes. Zijn kinderjaren in Venetië bracht hij door in de buurt van de kerk San Samuele, gelegen aan het Canal Grande.
Hij begon zijn carrière in Padua, waar hij studeerde om priester te worden. Zijn gedrag leidde ertoe dat hij van het seminarie werd verwijderd; daarna ging hij naar Rome en werd de secretaris van een kardinaal. Meer schandalen volgden en hij ging als violist terug naar Venetië, waar hij geld bijeenbracht door rijke prominente personen te bedriegen met occulte trucs, zoals ook zijn eeuwige rivaal Cagliostro dit deed.
Casanova reisde in zijn leven door een groot deel van Europa, waaronder in ieder geval Spanje, Londen, de Oostenrijkse Nederlanden, Frankrijk, Pruisen, Rusland, Zwitserland en Napels. Hij nam daarbij een zelf verzonnen achternaam aan. Zoals veel beroemde mannen in die tijd, inbegrepen Mozart en George Washington, was Casanova een vrijmetselaar. Niet alleen werd hij geboeid door de geheime rituelen, maar de vrijmetselarij was voor hem ook een goede manier om belangrijke contacten te leggen. Hij werd eveneens aangetrokken door de Rozenkruisersbeweging.
Hij vergaarde en verloor fortuinen en ontmoette veel beroemde persoonlijkheden, zoals paus Clemens XIII (1760), Voltaire (1760), Rousseau en Mozart (1787). De ontmoeting met de laatstgenoemde wordt niet in de herinneringen beschreven, maar is wel gedocumenteerd. Volgens J. Rives Childs zou Casanova in Praag met suggesties hebben bijgedragen aan Lorenzo Da Ponte's libretto Don Giovanni voor Mozart.
Paus Clemens XIII was zo gecharmeerd van de jonge avonturier dat hij Casanova in 1760 tot ridder in de Orde van de Gulden Spoor verhief. Sindsdien bediende hij zich vaak van de titel 'chevalier.'
Velen in Venetië wisten dat Casanova zich - naast erotische - ook met occulte aangelegenheden bezighield, wat in het relatief vrije Venetië van die tijd geen probleem was zolang dit niet te openlijk gebeurde. Toch haalde hij zich de woede van een van de Venetiaanse staatsinquisiteurs op de hals: hij werd in 1755 door de Inquisitie beschuldigd van hekserij en het bezit van officieel verboden occulte boeken. Wegens libertinisme, atheïsme, occultisme en vrijmetselarij werd hij gevangengezet in de Piombi, de beroemde gevangenis met loden dakplaten, die deel uitmaakt van het Dogepaleis (vlak bij de nu bij toeristen beruchte Brug der Zuchten). Zoals gebruikelijk werd hij in het ongewisse gelaten over de duur van zijn straf, vijf jaar. Na 15 maanden echter wist Casanova samen met de monnik Marco Balbi over de daken te ontsnappen en ging hij naar Frankrijk, waar zijn avonturen een sensatie werden dankzij zijn pamflet Histoire de ma fuite des plombs de Venise (Verhaal van mijn ontsnapping uit de loden gevangenis van Venetië).
In Parijs gebruikte hij de naam Jacques Casanova. Vanaf een bezoek aan Sankt Gallen nam hij de naam "Chevalier de Seingalt" aan. Door in Parijs met enkele anderen een koninklijke staatsloterij te beginnen - Casanova was een begaafd mathematicus - werd hij een bijzonder rijk man. Hij publiceerde boeken over wiskunde en kon dankzij zijn inzicht in de kansrekening niet alleen een loterij opzetten, maar ook met veel succes spelen aan goktafels door heel Europa. Zijn succes als loterijhouder duurde echter niet lang, en zo hij reisde weer verder naar andere landen en avonturen. Uiteindelijk moest hij het reizen in 1785 straatarm opgeven en werd hij bibliothecaris van de hertog van Waldstein in het kasteel van Dux in Bohemen (nu Duchcov in Tsjechië). Casanova schreef hier zijn memoires en overleed op 4 juni 1798 aan een blaasaandoening.

## Werk
De memoires Histoire de ma vie zijn bewaard gebleven omdat Casanova's uitgebreide manuscript, in het Frans geschreven om zich in het eenzame en afgelegen Dux met zijn herinneringen te troosten, door zijn neef aan de uitgever Brockhaus werd verkocht. Toen de zwaar gecensureerde memoires in 1822 verschenen, veroorzaakten zij een sensatie. Door velen in die tijd werden zij als een pornografisch werk beschouwd. Erotische passages spelen echter een zeer ondergeschikte rol in de memoires, die meer dan 12 delen en ongeveer 6000 pagina's beslaan, en die een levendige, gedetailleerde en vaak geestige beschrijving bevatten van het leven in die tijd, en vooral in de hogere kringen waarin hij (meestal) vertoefde. Casanova verzwijgt wel bepaalde bezoeken en reizen, en verzint en verfraait vaak een en ander om de sporen van fraude, bedrog en mogelijk ook spionage uit te wissen. Zijn memoires breken vrij plotseling af in het Triëst van 1774. Het is onbekend en onduidelijk of het restant misschien wel geschreven maar verloren is gegaan. Hoogtepunten in zijn memoires zijn de woordelijk weergegeven ontmoetingen met Catharina de Grote, Clemens XIII, Voltaire en Frederik de Grote. Pas in 1962 verscheen een eerste volledige editie van het oorspronkelijke manuscript.
Andere van Casanova overgeleverde werken zijn Confutazione della storia del governo Veneto d’Amelot de la Houssaye (Amsterdam, 1769), waarin hij probeert in de gratie te komen bij het Venetiaans bestuur, en zijn Histoire de ma fuite en prison over zijn ontsnapping in 1756 uit de staatsgevangenis van Venetië. (Leipzig, 1788).
De studie van het werk van Casanova wordt "casanovisme" genoemd. Omdat het werk van Casanova zo onvergelijkelijk rijk aan details is, verschenen er al honderden boeken over aspecten van Casanova's leven. De belangrijkste casanovisten zijn Félicien Marceau en J. Rives Childs. Zij wisten in een baanbrekende studie met behulp van politierapporten, archiefstukken en oude couranten aan te tonen dat Casanova's autobiografie vrijwel geheel op feiten berust. Critici die stelden dat de memoires grotendeels verzonnen waren, of over homoseksuele avonturen verhaalden waarin het geslacht van de partners was veranderd, werden door hun uitvoerige onderzoek gelogenstraft.

## Casanova in literatuur, kunst en film
Giacomo Casanova speelt tevens een grote rol als romanfiguur, als hoofd- of bijpersonage in films en als inspiratie voor beeldende kunstenaars.

### In boeken
In Een schitterend gebrek van Arthur Japin is Casanova de geliefde van de hoofdpersoon Lucia. Ook speelt Casanova de hoofdrol in De gravin van Parma, geschreven door de Hongaar Sándor Márai. Casanova speelt een opvallende, zij het volkomen fictieve rol in de verfilmde roman De nacht van Varennes.
In 1990 begon Jean Dufaux een stripreeks getiteld Giacomo C. over het leven van Casanova met veel fictie erin verwerkt.

### In de beeldende kunst
Salvador Dalí maakte erotische etsen die op de memoires zijn geïnspireerd.

### Op televisie
In 1971 verscheen de miniserie Casanova over hem op de BBC. De hoofdrol werd gespeeld door Frank Finlay.
Ook in 2005 maakte de BBC een miniserie over het leven van Casanova met de titel Casanova. Casanova werd gespeeld door David Tennant en Peter O'Toole.

### Toneel
In het seizoen 2013-2014 speelde Toneelgroep De Appel een lange avondvullende voorstelling over Casanova.

### In de film
De eerste was de Hongaarse film van Alfréd Deésy waarin de regisseur ook de titelrol speelt.
Federico Fellini verfilmde de memoires in 1979 onder de titel Casanova, met Donald Sutherland in de hoofdrol. Fellini, die Casanova verafschuwde, ging erg vrij met de stof om.
In La nuit de Varennes, uit 1982, geregisseerd door Ettore Scola, speelt Marcello Mastroianni Casanova als een personage tijdens de Franse Revolutie.
Casanova's (en het casanova-type) spelen een rol in een groot aantal films. In 2005 verscheen Casanova van de Zweedse regisseur Lasse Hallström met Heath Ledger in de titelrol.

#### Films
- Casanova (1919) van Alfréd Deésy, met Alfréd Deésy
- Casanova (1927) van Alexandre Volkoff, met Ivan Mozzhukhin
- Casanova (1934) van René Barberis, met Ivan Mozzhukhin
- Les Aventures de Casanova (1947) van Jean Boyer, met Georges Guétary
- Adventures of Casanova (1948) van Roberto Gavaldón, met Arturo de Córdova
- Le Avventure di Giacomo Casanova (1955) van Steno, met Gabriele Ferzetti
- Giacomo Casanova: Childhood and Adolescence (1969) van Luigi Comencini, met Leonard Whiting
- Casanova (1971) van Dennis Potter, met Frank Finlay (miniserie)
- Fellini's Casanova (1976) van Federico Fellini, met Donald Sutherland
- Casanova & Co. (1977) van Franz Antel, met Tony Curtis
- La nuit de Varennes (1982) van Ettore Scola, met Marcello Mastroianni
- Casanova (1987) van Simon Langton, met Richard Chamberlain
- Le retour de Casanova (1992) van Edouard Niermans, met Alain Delon
- Il Giovane Casanova (2002) van Giacomo Battiato, met Stefano Accorsi
- Casanova (2005) van Lasse Hallström, met Heath Ledger
- Casanova (2005) van  Russell T. Davies, met David Tennant (miniserie)
- The Casanova Variations (2014) van Michael Sturminger, met John Malkovich
- Dernier Amour (2019) van Benoît Jacquot, met Vincent Lindon
- Een schitterend gebrek (2024) van Michiel van Erp, met Jonah Hauer-King

## Een casanova
Een casanova als type mens is een aanduiding voor een geobsedeerde versierder met sterke verleidingsstrategieën. Een casanova onderscheidt zich van een donjuan, een ander type versierder, doordat de donjuan vooral in goedkope, korte avontuurtjes geïnteresseerd is. In deze figuurlijke betekenis wordt de naam met een kleine letter geschreven.
Literatuur: Peter Trachtenberg, Het Casanova-complex. ISBN 90-295-4908-4.

## Trivia
- Er bestaat een gemeente Casanova in het departement Haute-Corse op het Franse eiland Corsica.

## Nederlandse vertalingen en selecties van Casanova's memoires
- Casanova's Liefdesavonturen. J. Philip Kruseman, 's Gravenhage (1925).
- Casanova: Zijn liefdesleven en avonturen. Roman uit het leven van Casanova de Seingalt. Meulenhoff, Amsterdam (1928).
- Mijn avontuur in Holland. Stols, Maastricht (1937).
- Mémoires. G.W. Breughel, Amsterdam (1950).
- Casanova's liefdesavonturen. N.V. Boek en Wereld, Groningen (1955).
- Casanova's liefdesavonturen. A.W. Bruna & Zoon, Utrecht (1965).
- Mijn levensgeschiedenis. Nederlandse Boekenclub (NBC), 's-Gravenhage (1967)
- Lia en andere verhalen. Arbeiderspers (1970).
- Memoires. Venetiaanse jaren, 1753-1756. Amsterdam: Arbeiderspers (Privé-domein #19) (1971).
- Liefdesavonturen. Bruna, Utrecht (1977)
- Casanova in Holland. Europese Bibliotheek, Zaltbommel (1977)
- Avonturen in Venetië. Uit de authentieke memoires. Loeb (1979).
- Geheime avonturen. K-Tel (1982).
- Liefdesavonturen van Casanova. Maildex (1990).
- Hollands avontuur. Prometheus (1991).
- De geschiedenis van mijn leven. Athenaeum-Polak & Van Gennep (1991-1998). - Grote Bellettrie Serie
- De minnares van de officier. Athenaeum-Polak & Van Gennep, Amsterdam (2000).
- Uit de authentieke memoires van Casanova. Loeb (2002).
- De Geschiedenis Van Mijn Leven. Het Beste Uit Zijn Memoires Gekozen door Arthur Japin. Amsterdam: Athenaeum-Polak & Van Gennep. ISBN 978-90-253-06700 (samenstelling door Arthur Japin) (2006).
- Casanova's reizen. Rainbow (2008).
- Het verhaal van mijn leven. Van Oorschot, Amsterdam (2016).
- Mijn avonturen met non M.M.. Van Oorschot, Amsterdam (2017).
- De taal van de liefde. Het beste werk van Giacomo Casanova. Borgerhoff & Lamberigts, Gent (2021, samenstelling door Johan De Geest).